# Montesud
La Montesud (nome completo: Montesud Petrolchimica) è stata una azienda italiana operante nel settore della petrolchimica e in quello petrolifero.
Controllata della Montecatini, divenne famosa negli anni sessanta per la produzione (insieme alla Polymer) del polipropilene isotattico, scoperto da Giulio Natta, che verrà diffuso e commercializzato con il marchio commerciale Moplen e quindi pubblicizzato da Gino Bramieri.
Nel 1966 seguì le vicende della fusione tra la Montecatini (azienda che la controllava) e la Edison, che portò alla nascita del gruppo Montedison. Nel corso degli anni settanta lo stabilimento di Brindisi fu inquadrato direttamente sotto il nome generico Montedison, facendo sparire la denominazione Montesud.